# Cryptarrhena lunata
Cryptarrhena lunata R.Br. 1816 es una especie de orquídea perteneciente a la familia Orchidaceae.
Cryptarrhena: nombre genérico que deriva del griego kryptos = "escondido", y rhen = "estambre", en referencia a sus flores con las anteras cubiertas.
El nombre significaría pues: "estambre escondido con forma de Luna".

## Distribución y hábitat
Se encuentra en México, Guatemala, Belice, Nicaragua, Costa Rica, Panamá, Jamaica, Trinidad y Tobago, así como desde Colombia a Perú en alturas de 30 a 1000 m s. n. m. en la sombra de los bosques muy húmedos.

## Descripción
Es una especie de tamaño  pequeño y mediano, que prefiere el clima caliente, es epífita sin pseudobulbo (un signo definitivo de esta especie frente a los otros en el género), y teniendo   imbricadas hojas y vainas, linear-lanceoladas y que florece en una inflorescencia axilar, de 25 a 27,5 cm de largo, colgante, con muchas flores de 4 mm de largo que aparecen en el otoño.

## Nombre común
- Inglés: The Moon-Shaped Cryptarrhena.

## Sinonimia
- Clinhymenia pallidiflora A.Rich. & Galeotti 1844, nom. inval.;
- Cryptarrhena pallidiflora (A.Rich. & Galeotti) Rchb.f. 1852;
- Orchidofunckia pallidiflora A.Rich. & Galeotti 1845[1]